# الشركة الوطنية للسكك الحديدية الجزائرية
الشركة الوطنية للسكك الحديدية الجزائرية هي شركة عمومية جزائرية، تولت مهامها من الشركة الوطنية للنقل بالسكك الحديدية في عام 1963، مع الاحتفاظ بالاختصار SNCFA. وقد اختفت في عام 1976، واستبدلت على وجه الخصوص بالشركة الوطنية للنقل بالسكك الحديدية (SNTF).

## التاريخ

### التأسيس

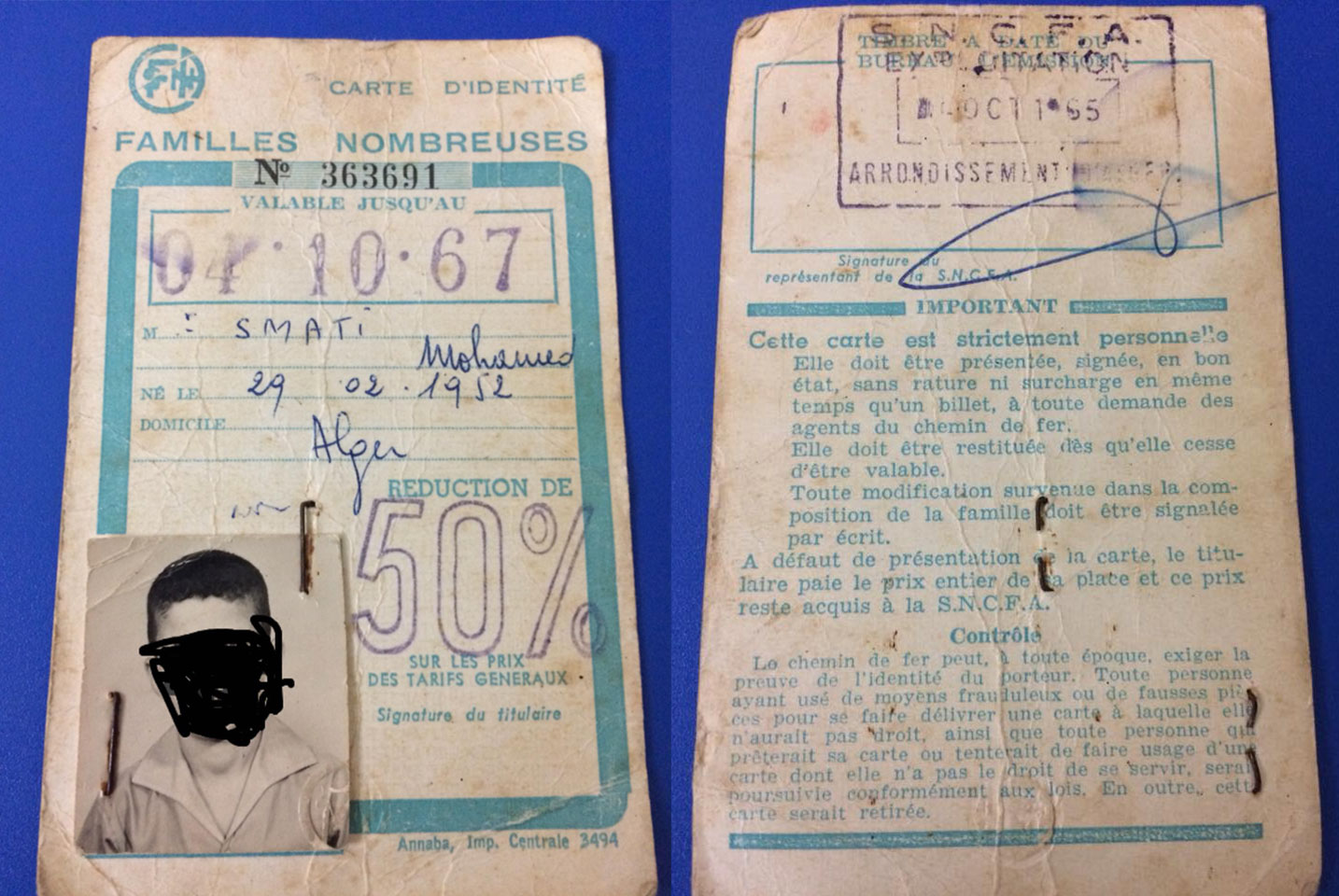
بطاقة هوية العامل في الشركة الوطنية للسكك الحديدية الجزائرية.

في 5 ديسمبر 1962 قررت الجمعية العامة غير العادية لمساهمي الشركة الوطنية للسكك الحديدية الفرنسية في الجزائر تعديل نظامها الأساسي مع تغيير اسمها إلى الشركة الوطنية للسكك الحديدية الجزائرية (SNCFA).
دخلت هذه التعديلات حيز التنفيذ بموجب المرسوم رقم 63-183 بتاريخ 16 مايو 1963. احتفظت الشركة الوطنية للسكك الحديدية الجزائرية  بالوضع القانوني لشركة مساهمة عامة ويقع مقرها الرئيسي في 21-23 شارع محمد الخامس في الجزائر العاصمة. رأس مال الشركة الجديد خمسة ملايين فرنك، ويتألف من أسهم بقيمة اسمية قدرها 100 فرنك. وتمتلك الدولة الجزائرية أغلبية الأسهم بواقع 25٬500 سهم.

### الاختفاء
في 25 مارس 1976 الأمر رقم المادة 76-28 من قانون الدولة الجزائري تقسم الشركة إلى ثلاث شركات منفصلة : الشركة الوطنية للنقل بالسكك الحديدية (SNTF)، الشركة الوطنية المسؤولة عن تجديد وتوسيع الشبكة (SNERIF) وشركة هندسة وبناء البنية التحتية للسكك الحديدية (SIF). وبعد ذلك تم حل SNERIF و SIF ولم يبق سوى SNTF، التي تحولت إلى مؤسسة صناعية وتجارية عمومية (Epic) في ديسمبر 1990، وأضيفت إليها في عام 2005 الوكالة الوطنية للدراسات و متابعة إنجاز الاستثمارات في السكك الحديدية (ANESRIF).

## الشعار
بعد استقلال الجزائر في ستينيات القرن العشرين، استخدم الشعار اختصارات مكونة من أحرف فرنسية. ومع ذلك، في سبعينيات القرن العشرين، في ظل رئاسة هواري بومدين وسياسته التعريبية، أنشأت نسخة جديدة من الشعار باستخدام الحروف العربية.

الستينيات
سبعينيات القرن العشرين

### روابط خارجية
- الموقع الرسمي لـSNTF